# If (poema de Rudyard Kipling)
"If—" (em português, "Se") é um poema escrito em 1895 pelo escritor e prémio Nobel Rudyard Kipling e publicado pela primeira vez em 1910, numa colectânea de contos e poemas intitulada Rewards and Fairies. O estilo é típico do estoicismo vitoriano. Segundo o que próprio autor escreve na sua autobiografia, Something of Myself, o poema foi inspirado por Leander Starr Jameson.
Há várias traduções conhecidas do poema em português. Em português europeu, existem, pelo menos, as de Félix Bermudes, António Botto, António Ramos Rosa e Vítor Vaz da Silva. Em português do Brasil, as de Guilherme de Almeida e Monteiro Lobato.
| \| "If—" (Rudyard Kipling) Inglês \| "Se" (Tradução de Félix Bermudes) Português \| "Se" (Tradução de Guilherme de Almeida) Português \| \| ----------------------------------------------------------------------------------------------------------------------------------------------------------------------------------------------------------------------------------------------------------------------------------------------------------------------------------------------------------------------------------------------------------------------------------------------------------------------------------------------------------------------------------------------------------------------------------------------------------------------------------------------------------------------------------------------------------------------------------------------------------------------------------------------------------------------------------------------------------------------------------------------------------------------------------------------------------------------------------------------------------------------------------------------------------------------------------------------------------------------------------------------------------------------------------------------------------------------------------------------------------------------------------------------------------------------------------------------------------------------------------------------------------------------------------------------------------------------------------------------------------------- \| -------------------------------------------------------------------------------------------------------------------------------------------------------------------------------------------------------------------------------------------------------------------------------------------------------------------------------------------------------------------------------------------------------------------------------------------------------------------------------------------------------------------------------------------------------------------------------------------------------------------------------------------------------------------------------------------------------------------------------------------------------------------------------------------------------------------------------------------------------------------------------------------------------------------------------------------------------------------------------------------------------------------------------------------------------------------------------------------------------------------------------------------------------------------------------------------------------------------------------------------------------------------------------------------------------------------------------------------------------------------------------------------------------------------------------------------------------------------------------------------------------------------------------------------------------------------------------------------------------------------------------------------------------------------------------------------------------------------------------------------------------------------------------------------------------------------------------------------------------------------------------------------------------------------------------------------------------------------------------------------------------------------------------------------------------------------------------------------------------------------------------------------------------------------------------------------------------------------- \| ------------------------------------------------------------------------------------------------------------------------------------------------------------------------------------------------------------------------------------------------------------------------------------------------------------------------------------------------------------------------------------------------------------------------------------------------------------------------------------------------------------------------------------------------------------------------------------------------------------------------------------------------------------------------------------------------------------------------------------------------------------------------------------------------------------------------------------------------------------------------------------------------------------------------------------------------------------------------------------------------------------------------------------------------------------------------------------------------------------------------------------------------------------------------------------------------------------------------------------------------------------------------------------------------------------------------------------------------------------------------------------------------------------------------------------------------------------------------------------------------- \| \| "If you can keep your head when all about you Are losing theirs and blaming it on you, If you can trust yourself when all men doubt you, But make allowance for their doubting too; If you can wait and not be tired by waiting, Or being lied about, don't deal in lies, Or being hated, don't give way to hating, And yet don't look too good, nor talk too wise: If you can dream—and not make dreams your master; If you can think—and not make thoughts your aim; If you can meet with Triumph and Disaster And treat those two impostors just the same; If you can bear to hear the truth you've spoken Twisted by knaves to make a trap for fools, Or watch the things you gave your life to, broken, And stoop and build 'em up with worn-out tools: If you can make one heap of all your winnings And risk it on one turn of pitch-and-toss, And lose, and start again at your beginnings And never breathe a word about your loss; If you can force your heart and nerve and sinew To serve your turn long after they are gone, And so hold on when there is nothing in you Except the Will which says to them: 'Hold on!' If you can talk with crowds and keep your virtue, Or walk with Kings—nor lose the common touch, If neither foes nor loving friends can hurt you, If all men count with you, but none too much; If you can fill the unforgiving minute With sixty seconds' worth of distance run, Yours is the Earth and everything that's in it, And—which is more—you'll be a Man, my son!" \| "Se podes conservar o teu bom senso e a calma No mundo a delirar para quem o louco és tu... Se podes crer em ti com toda a força de alma Quando ninguém te crê... Se vais faminto e nu, Trilhando sem revolta um rumo solitário... Se à torva intolerância, à negra incompreensão, Tu podes responder subindo o teu calvário Com lágrimas de amor e bênçãos de perdão... Se podes dizer bem de quem te calunia... Se dás ternura em troca aos que te dão rancor (Mas sem a afectação de um santo que oficia Nem pretensões de sábio a dar lições de amor)... Se podes esperar sem fatigar a esperança... Sonhar, mas conservar-te acima do teu sonho... Fazer do pensamento um arco de aliança, Entre o clarão do inferno e a luz do céu risonho... Se podes encarar com indiferença igual O triunfo e a derrota, eternos impostores... Se podes ver o bem oculto em todo o mal E resignar sorrindo o amor dos teus amores... Se podes resistir à raiva e à vergonha De ver envenenar as frases que disseste E que um velhaco emprega eivadas de peçonha Com falsas intenções que tu jamais lhes deste... Se podes ver por terra as obras que fizeste, Vaiadas por malsins, desorientando o povo, E sem dizeres palavra, e sem um termo agreste, Voltares ao princípio a construir de novo... Se puderes obrigar o coração e os músculos A renovar um esforço há muito vacilante, Quando no teu corpo, já afogado em crepúsculos, Só exista a vontade a comandar avante... Se vivendo entre o povo és virtuoso e nobre... Se vivendo entre os reis, conservas a humildade... Se inimigo ou amigo, o poderoso e o pobre São iguais para ti à luz da eternidade... Se quem conta contigo encontra mais que a conta... Se podes empregar os sessenta segundos Do minuto que passa em obra de tal monta Que o minuto se espraie em séculos fecundos... Então, ó ser sublime, o mundo inteiro é teu! Já dominaste os reis, os tempos, os espaços!... Mas, ainda para além, um novo sol rompeu, Abrindo o infinito ao rumo dos teus passos. Pairando numa esfera acima deste plano, Sem receares jamais que os erros te retomem, Quando já nada houver em ti que seja humano, Alegra-te, meu filho, então serás um homem!" \| Se és capaz de manter a tua calma quando Todo o mundo ao teu redor já a perdeu e te culpa; De crer em ti quando estão todos duvidando, E para esses no entanto achar uma desculpa; Se és capaz de esperar sem te desesperares, Ou, enganado, não mentir ao mentiroso, Ou, sendo odiado, sempre ao ódio te esquivares, E não parecer bom demais, nem pretensioso; Se és capaz de pensar – sem que a isso só te atires; De sonhar – sem fazer dos sonhos teus senhores; Se, encontrando a desgraça e o triunfo, conseguires Tratar da mesma forma a esses dois impostores; Se és capaz de sofrer a dor de ver mudadas Em armadilhas as verdades que disseste, E as coisas, por que deste a vida, estraçalhadas, E refazê-las com o bem pouco que te reste; Se és capaz de arriscar numa única parada Tudo quanto ganhaste em toda a tua vida, E perder e, ao perder, sem nunca dizer nada, Resignado, tornar ao ponto de partida; De forçar coração, nervos, músculos, tudo A dar seja o que for que neles ainda existe, E a persistir assim quando, exaustos, contudo Resta a vontade em ti que ainda ordena: "Persiste!"; Se és capaz de, entre a plebe, não te corromperes E, entre reis, não perder a naturalidade, E de amigos, quer bons, quer maus, te defenderes, Se a todos podes ser de alguma utilidade, E se és capaz de dar, segundo por segundo, Ao minuto fatal todo o valor e brilho, Tua é a terra com tudo o que existe no mundo E – o que mais – tu serás um Homem, ó meu filho! \| 1. | | |
| "If—" (Rudyard Kipling) Inglês | "Se" (Tradução de Félix Bermudes) Português | "Se" (Tradução de Guilherme de Almeida) Português |
| "If you can keep your head when all about you Are losing theirs and blaming it on you, If you can trust yourself when all men doubt you, But make allowance for their doubting too; If you can wait and not be tired by waiting, Or being lied about, don't deal in lies, Or being hated, don't give way to hating, And yet don't look too good, nor talk too wise: If you can dream—and not make dreams your master; If you can think—and not make thoughts your aim; If you can meet with Triumph and Disaster And treat those two impostors just the same; If you can bear to hear the truth you've spoken Twisted by knaves to make a trap for fools, Or watch the things you gave your life to, broken, And stoop and build 'em up with worn-out tools: If you can make one heap of all your winnings And risk it on one turn of pitch-and-toss, And lose, and start again at your beginnings And never breathe a word about your loss; If you can force your heart and nerve and sinew To serve your turn long after they are gone, And so hold on when there is nothing in you Except the Will which says to them: 'Hold on!' If you can talk with crowds and keep your virtue, Or walk with Kings—nor lose the common touch, If neither foes nor loving friends can hurt you, If all men count with you, but none too much; If you can fill the unforgiving minute With sixty seconds' worth of distance run, Yours is the Earth and everything that's in it, And—which is more—you'll be a Man, my son!" | "Se podes conservar o teu bom senso e a calma No mundo a delirar para quem o louco és tu... Se podes crer em ti com toda a força de alma Quando ninguém te crê... Se vais faminto e nu, Trilhando sem revolta um rumo solitário... Se à torva intolerância, à negra incompreensão, Tu podes responder subindo o teu calvário Com lágrimas de amor e bênçãos de perdão... Se podes dizer bem de quem te calunia... Se dás ternura em troca aos que te dão rancor (Mas sem a afectação de um santo que oficia Nem pretensões de sábio a dar lições de amor)... Se podes esperar sem fatigar a esperança... Sonhar, mas conservar-te acima do teu sonho... Fazer do pensamento um arco de aliança, Entre o clarão do inferno e a luz do céu risonho... Se podes encarar com indiferença igual O triunfo e a derrota, eternos impostores... Se podes ver o bem oculto em todo o mal E resignar sorrindo o amor dos teus amores... Se podes resistir à raiva e à vergonha De ver envenenar as frases que disseste E que um velhaco emprega eivadas de peçonha Com falsas intenções que tu jamais lhes deste... Se podes ver por terra as obras que fizeste, Vaiadas por malsins, desorientando o povo, E sem dizeres palavra, e sem um termo agreste, Voltares ao princípio a construir de novo... Se puderes obrigar o coração e os músculos A renovar um esforço há muito vacilante, Quando no teu corpo, já afogado em crepúsculos, Só exista a vontade a comandar avante... Se vivendo entre o povo és virtuoso e nobre... Se vivendo entre os reis, conservas a humildade... Se inimigo ou amigo, o poderoso e o pobre São iguais para ti à luz da eternidade... Se quem conta contigo encontra mais que a conta... Se podes empregar os sessenta segundos Do minuto que passa em obra de tal monta Que o minuto se espraie em séculos fecundos... Então, ó ser sublime, o mundo inteiro é teu! Já dominaste os reis, os tempos, os espaços!... Mas, ainda para além, um novo sol rompeu, Abrindo o infinito ao rumo dos teus passos. Pairando numa esfera acima deste plano, Sem receares jamais que os erros te retomem, Quando já nada houver em ti que seja humano, Alegra-te, meu filho, então serás um homem!" | Se és capaz de manter a tua calma quando Todo o mundo ao teu redor já a perdeu e te culpa; De crer em ti quando estão todos duvidando, E para esses no entanto achar uma desculpa; Se és capaz de esperar sem te desesperares, Ou, enganado, não mentir ao mentiroso, Ou, sendo odiado, sempre ao ódio te esquivares, E não parecer bom demais, nem pretensioso; Se és capaz de pensar – sem que a isso só te atires; De sonhar – sem fazer dos sonhos teus senhores; Se, encontrando a desgraça e o triunfo, conseguires Tratar da mesma forma a esses dois impostores; Se és capaz de sofrer a dor de ver mudadas Em armadilhas as verdades que disseste, E as coisas, por que deste a vida, estraçalhadas, E refazê-las com o bem pouco que te reste; Se és capaz de arriscar numa única parada Tudo quanto ganhaste em toda a tua vida, E perder e, ao perder, sem nunca dizer nada, Resignado, tornar ao ponto de partida; De forçar coração, nervos, músculos, tudo A dar seja o que for que neles ainda existe, E a persistir assim quando, exaustos, contudo Resta a vontade em ti que ainda ordena: "Persiste!"; Se és capaz de, entre a plebe, não te corromperes E, entre reis, não perder a naturalidade, E de amigos, quer bons, quer maus, te defenderes, Se a todos podes ser de alguma utilidade, E se és capaz de dar, segundo por segundo, Ao minuto fatal todo o valor e brilho, Tua é a terra com tudo o que existe no mundo E – o que mais – tu serás um Homem, ó meu filho! |